# سعيد بن محي بن أحمد آل أحمد القحطاني
سعيد بن محي بن أحمد آل أحمد القحطاني. (1909 - 12 ديسمبر 2018) معمر سعودي كان يعتبر آخر الباقين على قيد الحياة ممن شاركوا في حروب توحيد المملكة العربية السعودية قبل أن يتوفى في يوم 12 ديسمبر 2018.

## عن حياته
ولد سعيد آل أحمد في عام 1327 هـ (الموافق عام 1909 م) حسب بطاقة الهوية الوطنية، ويؤكد أنه ولد قبل هذا العام، ولديه من الأبناء اثنان، هما محمد (75 عاما)، وعلي (65 عاما) وقد عاصر في طفولته الحقبة العثمانية في عسير وعاصر أيضا الفترة القصيرة للأمير حسن بن علي آل عايض، وقدوم جيش الملك عبد العزيز بن عبد الرحمن آل سعود، وانضمام عسير للوحدة الكبرى، بعد معركة حجلا وعندما نشبت حرب باقم سنة 1352 هـ (1933 م) كان من ضمن المشاركين فيها، وتمثلت مشاركته في الدعم اللوجستي عبر نقل الطحين إلى جبهة باقم.

## وفاته
توفي في يوم الأربعاء 12 ديسمبر 2018 الموافق 5 ربيع الثاني 1440 هـ عن عمر يناهز 108 سنة وتم دفنه في مسقط رأسه بقرية آل عمرة في مركز الفرعين بمحافظة أحد رفيدة جنوبي المملكة.